# Daniele Rustioni
Daniele Rustioni, né le 18 avril 1983 à Milan, est un chef d'orchestre italien.

## Biographie
Rustioni naît le 18 avril 1983 à Milan. Il chante dans sa jeunesse au sein du chœur de jeunes garçons de La Scala Il a étudié le violoncelle pendant 3 ans, puis le piano, l'orgue et la composition au Conservatoire Giuseppe-Verdi.
Il étudie ensuite la direction d'orchestre auprès de Gilberto Serembe (en) au conservatoire de Milan puis auprès de Gianluigi Gelmetti à l'Académie musicale Chigiana de Sienne.
En études à la Royal Academy of Music de Londres, son professeur d'alors Gianandrea Noseda lance sa carrière de chef d'orchestre en 2007 avec l'orchestre du Teatro Regio de Turin. Pour les saisons 2008-2009, Rustioni intègre le programme Jette Parker Young Artist et le Royal Opera House.
Il devient par la suite assistant du chef d'orchestre Antonio Pappano, toujours au Royal Opera House, pour une durée de 3 ans. Il fait également ses débuts aux États-Unis en juillet 2011 avec l'opéra Médée de Luigi Cherubini qu'il dirige à l'occasion du festival de Glimmerglass (en).
De 2011 à 2020, il dirige l'Orchestre de Toscane, d'abord comme chef invité (2011-2014), puis comme chef principal (2014-2020) .
En mars 2015, l'Opéra national de Lyon annonce une prise de poste pour Rustioni, en tant que chef principal, effective en 2017. Parallèlement à cette nomination, il devient également chef principal de l'Orchestre d'Ulster à compter de septembre 2019, qu'il a déjà dirigé à trois reprises ;  puis en septembre 2022, son contrat se voit prolongé jusqu'en 2024, avec une promotion au titre de directeur musical.
En 2024, il est nommé principal chef invité du Metropolitan Opera de New York à partir de la saison 2025-2026, pour une durée de trois ans,.

## Récompenses
- International Opera Award (2013), prix du « Nouveau venu »[8].
- International Opera Award (2022) dans la catégorie « chef d'orchestre »[9].

## Vie privée
Daniele Rustioni est marié à la violoniste italo-américaine Francesca Dego (it). Ils ont ensemble enregistré des concertos pour violons de Niccolò Paganini et Ermanno Wolf-Ferrari pour le label Deutsche Grammophon.